# Coroneo
Coroneo är en ort i Mexiko.   Den ligger i kommunen Coroneo och delstaten Guanajuato, i den sydöstra delen av landet, 150 km nordväst om huvudstaden Mexico City. Coroneo ligger 2 277 meter över havet och antalet invånare är 3 177.
Terrängen runt Coroneo är kuperad söderut, men norrut är den platt. Coroneo ligger nere i en dal. Runt Coroneo är det ganska glesbefolkat, med 50 invånare per kvadratkilometer. Närmaste större samhälle är Jerécuaro, 15,7 km väster om Coroneo. I omgivningarna runt Coroneo växer huvudsakligen savannskog.